# Раппорт (психология)
Раппо́рт (фр. rapport, от rapporter — возвращать, приносить обратно) — термин в психологии, имеющий несколько смежных значений; подразумевает установление специфического контакта, включающего определённую меру доверия или взаимопонимания с человеком или группой людей, а также само состояние такого контакта.
В иностранной литературе термин раппорт употребляется в широком смысле близких межличностных отношений, базирующихся на интеллектуальной и эмоциональной общности.
Термин раппорт был введён Месмером для обозначения физического контакта, благодаря которому происходила передача «магнетического флюида» от гипнотизёра пациенту при «месмеризации».

## Гипнотический раппорт
В современном значении особого вербального контакта, существующего во время сеанса гипноза между гипнотизёром и гипнотизируемым, термин раппорт имел хождение с начала XX века.
Гипнотический раппорт представляет собой избирательный контакт с гипнотизёром. Избирательность и необычность такого контакта состоит в том, что погруженный в гипнотический сон человек, при общем глубоком торможении коры головного мозга и нечувствительности к воздействиям из других источников, сохраняет очаг возбуждения, («сторожевой пункт» по И. П. Павлову), настроенный на голос гипнотизёра. Например, загипнотизированный может, не реагируя на другие звуки и не выходя из состояния гипнотического сна, отвечать на вопросы гипнотизёра. С физиологической точки зрения такой очаг возбуждения рассматривался как зона (пункт) раппорта. По классификации, разработанной Е. С. Катковым в 50-х годах на основе учения И. П. Павлова, зона раппорта возникает на второй стадии гипнотического транса, одновременно с проявлениями лёгкой каталепсии и торможением второй сигнальной системы и окончательно формируется с началом третьей, последней, стадии, когда вторая сигнальная система выключается полностью, за исключением самой зоны раппорта.
Гипнотический раппорт может быть не только изолированным, когда игнорируются любая речь, помимо речи гипнотизёра, но и генерализированным, когда после формирования зоны раппорта контакт с загипнотизированным может быть передан кому-либо ещё и осуществляться не только гипнотизёром, но и любым присутствующим.

## Раппорт в психоанализе
В психоанализе установление раппорта, понимаемого как взаимное согласие, эмоциональная связь между клиентом и психоаналитиком, считается необходимым условием для осуществления эффективного психоанализа.
При этом связь между понятиями раппорта и переноса рассматривается разными психоаналитиками по-разному, раппорт выступает то как прототип переноса, то как его разновидность, оптимальный уровень.
Так, Юнг считал, что:
…нужен закрытый раппорт, настолько закрытый, чтобы врач не мог глаз отвести от высот и низин человеческого страдания. Данный раппорт заключается прежде всего в постоянном сравнении и взаимном постижении, в диалектической конфронтации двух противоположных психических реальностей. Если по каким-то причинам эти взаимные впечатления не состыковываются, терапевтический процесс будет неэффективен.

## Раппорт в нейролингвистическом программировании
В НЛП раппорт понимается шире, как установление отношения доверия между двумя (или более) людьми, а также само это доверие.
Установление раппорта между клиентом и коммуникатором — важнейшая задача НЛП как психотерапевтической практики.
Достижение раппорта может быть длительным процессом, но возможно и быстрое установление раппорта; длительность процедуры может зависеть от мастерства коммуникатора.
Раппорт может достигаться как на сознательном, так и на бессознательном уровне.
Основным методом установления раппорта в НЛП является присоединение (подстройка) к основным репрезентативным системам клиента, отражение их в коммуникации и невербальном поведении.
При невербальной подстройке под репрезентативные системы клиента используется подстройка под темп дыхания, позу, жесты, движение глаз и т. п.
Вербальное присоединение основывается на повторении характерных черт вербального поведения клиента.
Установление раппорта может рассматриваться как важное не только для психотерапевтической практики, но и для других видов межличностной коммуникации. Так, установление раппорта между врачом и пациентом не только способно повысить  удовлетворенность лечением и снизить риск врачебной халатности, но и, согласно некоторым исследованиям, может ускорить выздоровление и снизить потребность в болеутоляющих.